# Santa Maria, Salvador e Santiago
Santa Maria, Salvador e Santiago (llamada oficialmente União das Freguesias de Torres Novas (Santa Maria, Salvador e Santiago)) es una freguesia portuguesa del municipio de Torres Novas, distrito de Santarém.

## Historia
Fue creada el 28 de enero de 2013 en aplicación de una resolución de la Asamblea de la República de Portugal promulgada el 16 de enero de 2013 con la unión de las freguesias de Salvador, Santa Maria y Santiago, pasando su sede a estar situada en la antigua freguesia de Santa Maria.

## Demografía
| Gráfica de evolución demográfica de Santa Maria, Salvador e Santiago entre 2011 y 2021 |
|                                                                                        |
| Datos según el nomenclátor publicado por el INE portugués.                             |